# اوا بورینگ
اوا بورینگ (به انگلیسی: Eva Kelly Bowring) سناتور سابق عضو حزب جمهوری‌خواه ایالات متحده آمریکا بود. وی در سال ۱۹۵۴ میلادی سناتور ایالت نبراسکا در سنای ایالات متحده آمریکا بود.